# Il postino suona sempre due volte (film 1946)
Il postino suona sempre due volte (The Postman Always Rings Twice) è un film del 1946 diretto da Tay Garnett.

## Trama
Cora e Nick gestiscono un ristorante sulla strada, il Twin Oaks. Un giorno arriva Frank, un vagabondo dai modi gentili che comincia a lavorare per Nick. Cora, non soddisfatta dal rapporto col marito, più anziano di lei e dedito all'alcool, s'innamora di Frank, suo coetaneo.
Tra i due nasce una passione tanto forte quanto insana e infatti decidono d'inscenare un incidente domestico per uccidere Nick e poter vivere insieme. La sera dell'omicidio però, nell'istante esatto in cui Cora è in bagno per colpire il marito, che sotto gli effetti dell'alcool non si accorge della presenza della moglie, salta la corrente elettrica e Cora in preda al nervosismo scappa senza ucciderlo. Frank, che era stato visto fuori l'abitazione di Nick da un agente di polizia, è costretto a chiamare il medico. Il procuratore della contea conduce una piccola inchiesta sui due amanti, ma non rileva nulla per procedere nell'accusa di tentato omicidio. Nel frattempo Nick si riprende completamente.
Passano le settimane, ma dopo una breve pausa Frank e Cora riprendono, seppur solo mentalmente, la loro relazione. Nick decide di vendere il locale, forse unica ambizione della vita di Cora, per trasferirsi in Canada, dove Cora dovrà accudire la cognata paraplegica. Sconvolti dalla notizia della separazione e dalla pessima prospettiva del futuro di Cora, i due innamorati, nel corso di una gita sul lago di Malibù alla quale partecipa anche Frank, inscenano un finto incidente d'auto, e mentre Frank e Nick (ubriaco fradicio) rotolano con l'auto nella scarpata, Cora, scesa prima dalla vettura, corre sulla strada a fermare la prima macchina che sta passando per dare l'allarme.

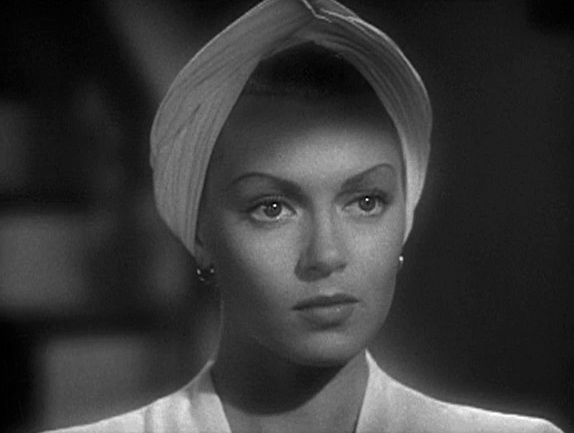
Lana Turner nel trailer

Alla guida dell'auto c'è proprio il procuratore che li stava seguendo. Inizia un processo di omicidio intenzionale per la morte di Nick, con Cora imputata e Frank che da complice del delitto arriva, sotto pressione psicologica del procuratore, a denunziare la donna anche per il suo tentato omicidio. L'abile avvocato di Cora predispone tutto affinché entrambi gli amanti non vadano in carcere, riuscendo a fare avere alla vedova anche i 10.000 dollari di un'assicurazione sulla vita stipulata da Nick.
I due si sposano e mandano avanti il Twin Oaks, ma tra loro sono continue tensioni, litigi e insicurezze sui loro reciproci sentimenti. Il delitto commesso li sta logorando nell'anima e nel legame che li tiene incatenati, tanto che lei vorrebbe andarsene col figlio di Frank in grembo, lasciando il nuovo marito. Alla notizia della gravidanza di Cora però, i due sembrano tornare quelli di una volta e vanno al mare di notte a nuotare al largo, per poi ritornare a riva aiutandosi a vicenda e dimostrandosi così quello che l'uno farebbe per l'altro. Al ritorno dal mare l'auto va fuori strada e Cora muore sul colpo.
Il procuratore accusa Frank dell'omicidio di Cora e il giudice lo ritiene colpevole, condannandolo alla camera a gas. Frank è nella cella col prete, quando entra il procuratore. La grazia è negata: deve morire. Il vagabondo è disperato, teme che Cora possa aver pensato, nell'istante prima di morire, che Frank abbia cercato quell'incidente. La polizia, durante una vendita all'asta dei mobili, ritrova la lettera d'addio che Cora aveva scritto a Frank la sera che voleva andarsene da casa; tale lettera descrive il loro rapporto amoroso ma rappresenta anche un'indiretta deposizione della loro colpevolezza per l'omicidio di Nick. Frank sarà ucciso quindi non per l'omicidio di Cora ma per quello del primo marito di lei.
Frank vive questo come una liberazione: il postino ha suonato due volte, sia per lui che per Cora, e la seconda volta l'hanno sentito, come sempre accade. I due hanno pagato con la vita la morte di Nick.

## Produzione
Il soggetto del film è tratto dal romanzo omonimo di James M. Cain. Dallo stesso soggetto (non accreditato) tre anni prima in Italia uscì il film Ossessione, diretto da Luchino Visconti. Nel 1981 ne è uscita una nuova versione, per la regia di Bob Rafelson. Il film è stato prodotto dalla Metro-Goldwyn-Mayer.

## Distribuzione

### Data di uscita
Il film venne distribuito in varie nazioni, fra cui:
- Stati Uniti d'America, The Postman Always Rings Twice 2 maggio 1946
- Svezia, Vilse 14 ottobre 1946
- Finlandia, Kohtalon tuomio 27 giugno 1947
- Francia, Le facteur sonne toujours deux fois 12 novembre 1947
- Italia, Il postino suona sempre due volte 23 febbraio 1949
- Germania Ovest, Die Rechnung ohne den Wirt 20 agosto 1954
- Austria, Im Netz der Leidenschaft 12 agosto 1955
- Danimarca, Postbudet ringer altid to gange 7 settembre 1970

## Remake
Nel 1981 uscì l'omonimo remake diretto da Bob Rafelson, con protagonisti Jack Nicholson e Jessica Lange.

## Citazioni
In Kill Bill volume 2 Esteban racconta a Beatrix di quando portò Bill a vedere il film:

## Accoglienza
Alcune scene sono molto crude per l'epoca in cui venne girato il film.